# Ash-Sharqiyya, Egypten

Guvernementets flagga.

Lägeskarta.

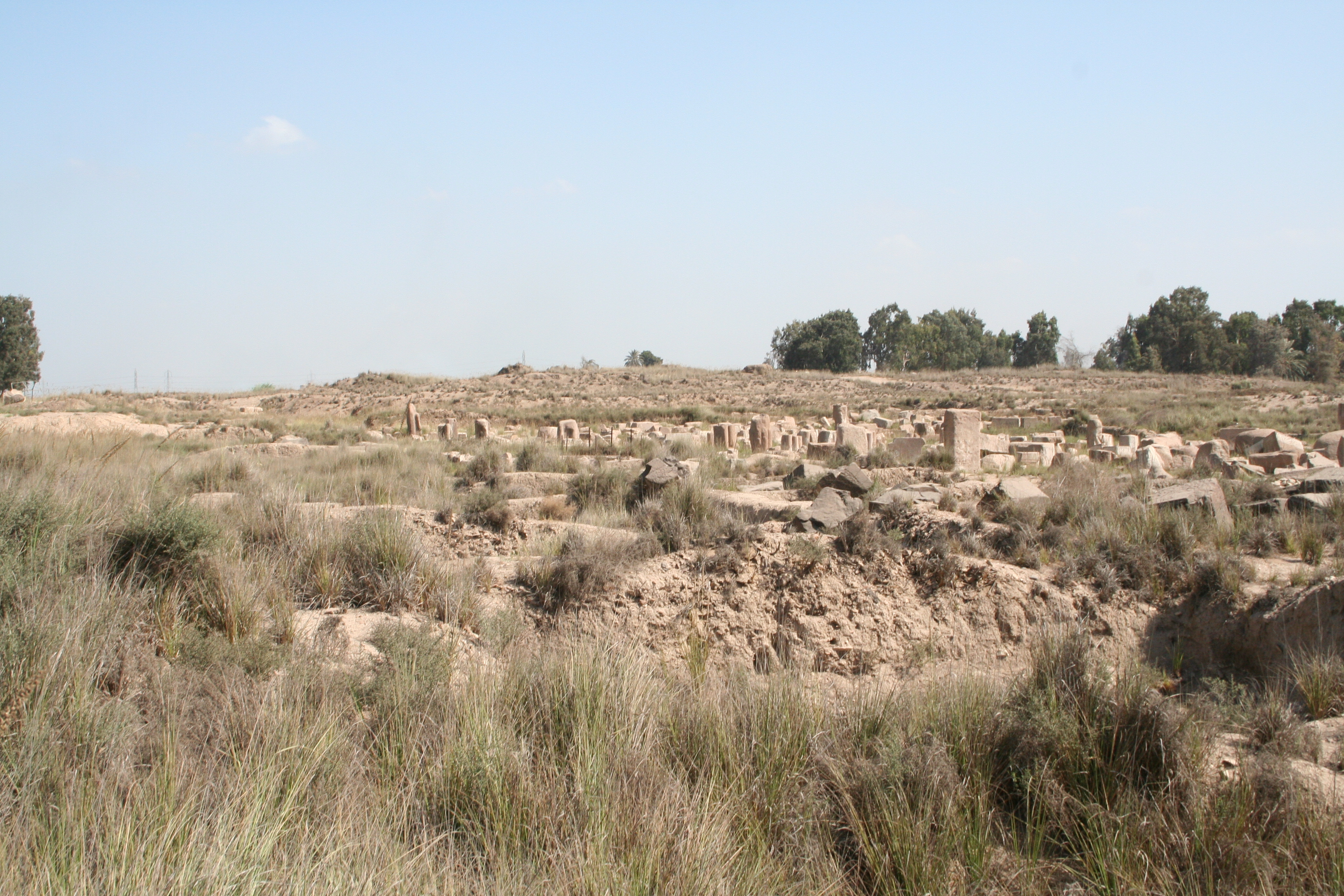
Bubastis ruiner.

Guvernementet ash-Sharqiyya (arabiska: محافظة الشرقية, Muhafazat ash-Sharqiyya) är ett av Egyptens 27 muhāfazāt (guvernement). Guvernementet ligger i östra Nildeltat i landets norra del vid Manzalahsjön.

## Geografi
Guvernementet har en yta på cirka 4 911 km²med cirka 5,0 miljoner invånare. Befolkningstätheten är 1 018 invånare/km².
Fornlämningen Bubastis ligger strax sydöst om staden Zagazig.

## Förvaltning
Guvernementets ISO 3166-2 kod är EG-SHR och huvudort är Zagazig. Guvernementet är ytterligare indelat i 15 markas (områden) och 8 kism (distrikt).